# Războiul stelelor (film)
Războiul stelelor (1977) (redenumit ulterior Războiul stelelor - Episodul IV: O nouă speranță) este un film american științifico-fantastic de epopee spațială scris și regizat de George Lucas. Rolurile principale au fost interpretate de actorii Harrison Ford, Carrie Fisher, Peter Cushing, Alec Guinness, David Prowse, James Earl Jones, Anthony Daniels, Kenny Baker și Peter Mayhew. A fost primul din nouă filme cinematografice (până în 2019) lansate în cadrul a trei trilogii Războiul stelelor. Următoarele două filme, Imperiul contraatacă (1980) și Întoarcerea lui Jedi (1983) continuă mai departe povestea, în timp ce a II-a trilogie  prezintă întâmplările dinainte de acest film, în primul rând dezvoltând o poveste pentru complexul personaj Darth Vader.  A III-a trilogie, Trezirea Forței (2015), Ultimii Jedi (2017) și Ascensiunea lui Skywalker (2019) , continuă povestea din Întoarcerea lui Jedi.
Un film inovator în privința folosirii unor noi efecte speciale, primul film Războiul stelelor este unul dintre cele mai de succes filme din toate timpurile și este în general considerat unul dintre filmele cu cea mai mare influență asupra publicului.

## Prezentare
„Cu mult timp în urmă într-o galaxie foarte, foarte îndepărtată... Este o perioadă de război civil. Nave spațiale rebele, care atacă dintr-o bază secretă au câștigat prima bătălie împotriva nefastului Imperiu Galactic. În timpul bătăliei spionii rebeli au reușit să fure planurile secrete ale celei mai sofisticate arme a Imperiului, Steaua Morții, o stație spațială cu suficientă putere să distrugă o întreagă planetă. Urmărită de către agenții siniștri ai Imperiului, Prințesa Leia se grăbește acasă la bordul navetei ei spațiale în posesia planurilor furate care îi pot salva poporul și pot reda libertatea galaxiei...”—Începutul filmului
În mijlocul unui război civil galactic, spionii Alianței Rebele au furat planuri ale Imperiului Galactic de construcție a Stelei Morții, o stație spațială masivă capabilă să distrugă planete întregi. Senatorul imperial prințesa Leia Organa de Alderaan, în secret unul dintre liderii Rebeliunii, a făcut rost de aceste planuri, dar nava ei este interceptată de un distrugător stelar imperial sub comanda nemilosului Darth Vader. Înainte de a fi capturată, Leia ascunde planurile în sistemul de memorie al droidului astromech R2-D2, care fuge într-o capsulă de evacuare pe planeta deșert din apropiere, Tatooine, alături de însoțitorul său, droidul de protocol C-3PO.
Droizii sunt capturați de comercianții Jawa, care îi vând fermierilor Owen și Beru Lars și nepotului lor Luke Skywalker. În timp ce Luke curăță R2-D2, el descoperă înregistrarea holografică a prințesei Leia care cere ajutor de la un Obi-Wan Kenobi necunoscut lui. Mai târziu, după ce Luke descoperă că R2-D2 a dispărut, el este atacat de oamenii nisipului (Tusken) în timp ce îl caută, dar este salvat de un pustnic în vârstă „Old Ben” Kenobi, un cunoscut de-al lui Luke, care dezvăluie că „Obi-Wan” este adevăratul lui nume. Obi-Wan îi povestește lui Luke despre zilele sale când era unul dintre Cavalerii Jedi, foștii pacificatori ai Republicii Galactice care și-au bazat abilități mistice pe un câmp energetic metafizic cunoscut sub numele de „Forța”, dar în cele din urmă au fost vânați până aproape de dispariție de către Imperiu. Luke află că tatăl său a luptat alături de Obi-Wan ca Jedi în timpul Războiului Clonelor, până când Vader, fostul elev al lui Obi-Wan, a trecut de partea întunecată a Forței și l-a ucis. Obi-Wan îi oferă lui Luke vechea sabie laser a tatălui său, arma Cavalerilor Jedi.
R2-D2 redă mesajul complet al prințesei Leia, în care ea îl roagă pe Obi-Wan să ducă planurile Stelei Morții pe planeta ei natală, Alderaan, și să le dea tatălui ei, un coleg veteran, pentru analiză. Deși Luke refuză inițial oferta lui Obi-Wan de a-l însoți pe Alderaan și de a învăța căile Forței, el nu are de ales după ce a descoperit că soldații de asalt (Stormtrooper) imperiali i-au ucis mătușa și unchiul și au distrus ferma în căutarea droizilor. Ajungând la o cantină din portul spațial Mos Eisley pentru a căuta transport, Luke și Obi-Wan îl angajează pe Han Solo, un contrabandist cu o recompensă pe numele său din cauza datoriilor sale față de mafiotul local Jabba the Hutt. Urmărit de soldații imperiali, Obi-Wan, Luke, R2-D2 și C-3PO fug de pe Tatooine cu Han și copilotul său wookiee Chewbacca pe nava lor, Millennium Falcon.
Înainte ca Falcon să poată ajunge pe Alderaan, comandantul Stelei Morții, Grand Moff Tarkin, distruge planeta într-o demonstrație de forță, după ce a interogat-o pe Leia privind locația bazei Alianței Rebele. La sosire, Falcon este capturat de fasciculul tractor al Stelei Morții, dar grupul reușește să evite capturarea ascunzându-se în compartimentele de contrabandă ale navei. În timp ce Obi-Wan pleacă pentru a dezactiva fasciculul tractor, Luke îi convinge pe Han și Chewbacca să-l ajute să o salveze pe Leia după ce a descoperit că a fost programată să fie executată. După ce a dezactivat fasciculul tractor, Obi-Wan se sacrifică într-un duel cu sabia laser împotriva lui Vader, permițând restului grupului să scape de pe Steaua Morții împreună cu Leia. Folosind un dispozitiv de urmărire, Imperiul urmărește nava Falcon până la baza ascunsă a rebelilor de pe Yavin IV.
Planurile furate le arată rebelilor o slăbiciune ascunsă în portul de răcire al Stelei Morții, care le-ar putea permite să declanșeze o reacție în lanț în reactorul principal cu o lovitură precisă de torpile cu protoni. În timp ce Han îi abandonează pe Rebeli după ce a primit recompensa pentru salvarea prințesei Leia, Luke se alătură escadrilei lor de nave stelare fighter (X-wing starfighter) într-un atac disperat împotriva Stelei Morții care se apropie. În bătălia care a urmat, rebelii au pierderi grele, deoarece Vader conduce o escadrilă de nave stelare fighter TIE împotriva lor. Han și Chewbacca se întorc în mod neașteptat pentru a-i ajuta iar Falcon doboară nava lui Vader înainte ca acesta să doboare nava lui Luke. Ghidat de vocea spiritului lui Obi-Wan, Luke folosește Forța pentru a îndrepta torpilele în portul de răcire, distrugând Steaua Morții cu câteva clipe înainte ca aceasta să tragă asupra bazei rebele. Într-o ceremonie triumfătoare la bază, Leia îi acordă medalii lui Luke și Han pentru eroismul lor.

## Distribuție
- Mark Hamill - Luke Skywalker
- Harrison Ford - Han Solo
- Carrie Fisher - Princess Leia Organa
- Peter Cushing - Grand Moff Tarkin
- Alec Guinness - Obi-Wan Kenobi
- Anthony Daniels - C-3PO
- Kenny Baker - R2-D2
- Peter Mayhew - Chewbacca
- David Prowse - Darth Vader (vocea interpretată de James Earl Jones)